# Frédéric Deban
Frédéric Deban (ur. 18 grudnia 1964 w Meaux)  – francuski aktor telewizyjny i filmowy.

## Życiorys
Mając 21 lat zadebiutował na dużym ekranie w sensacyjnym dramacie kryminalnym Słowo gliny (Parole de flic, 1985) u boku Alaina Delona. Uznanie zdobył rolą niedoświadczonego homoseksualnego Jeana w nominowanym do nagrody Cezara filmie krótkometrażowym Algier biały (Alger la blanche, 1986). Sławę wśród telewidzów zdobył jako wrażliwy romantyk Grégory Lacroix, największa miłość Laure, studentki medycyny w serialu Saint-Tropez (Sous le soleil, 1996–1997, 2003–2007).